# エグゼクティブ・コマンド
『エグゼクティブ・コマンド』（原題：Strategic Command）は、1997年のアメリカ映画。
映画『ザ・ロック』と、『エグゼクティブ・デシジョン』の要素をミックスしたパニックアクション。
当初のタイトルは邦題と同じ『エグゼクティブ・コマンド』（Executive Command）であったが、後に『ストラテジック・コマンド』（Strategic Command）と改題された。

## ストーリー
リック・ハーディング（マイケル・ダディコフ）は元海兵隊将校。除隊後、現在は化学兵器の設計者としてFBIに勤務している。
FBIの研究所で仕事を終えて帰ろうとしていたところ、武装したテロリストが研究所に突入し、大量の新型細菌兵器「プロメックス360」が盗まれてしまった。また味方のうち二人がやられてしまった。リックはテロリストのリーダーと、エレベータの中でなんとか闘ったがひどく殴られてしまい、リーダーは仲間と合流し逃走。その後ボーイング747型機をハイジャックされてしまう。
ハイジャックされたのは副大統領の乗った政府専用の飛行機だった。機を奪還するため、化学兵器に詳しいリックは特殊部隊とともにステルス機SR-71で機内に潜入した。

## スタッフ
- 監督：リック・ジェイコブソン
- 製作：アショク・アムリトラジ
- 脚本：トリップ・リード、ショーン・マッギンリー
- 撮影：ゲイリー・グレイヴァー
- 音楽：デヴィッド・ワースト、エリック・ワースト

## キャスト
| 役名                     | 俳優                             | 日本語吹替                      | 日本語吹替                          |
| 役名                     | 俳優                             | ソフト版                        | フジテレビ版                        |
| ------------------------ | -------------------------------- | ------------------------------- | ----------------------------------- |
| リック・ハーディング博士 | マイケル・ダディコフ             | 山路和弘                        | 堀内賢雄                            |
| カルロス・グルーバー     | リチャード・ノートン             | 磯部勉                          | 手塚秀彰                            |
| ミッシェル               | アマンダ・ワイス                 | 高島雅羅                        | 高島雅羅                            |
| ミラ                     | ジーナ・マリ                     | 塩田朋子                        | 一城みゆ希                          |
| ローワン                 | ポール・ウィンフィールド         | 宝亀克寿                        | 富田耕生                            |
| 大統領                   | ジム・マクマラン                 | 水野龍司                        | 小川真司                            |
| 副大統領                 | マイケル・カバナフ               | 糸博                            | 石森達幸                            |
| コルパート               | ウォーレン・バートン             | 大友龍三郎                      | 堀勝之祐                            |
| マーティン               | ビル・ラングロイス・モンロー     | 中村秀利                        | 村山明                              |
| フィル・ハーツバーグ     | ブライアン・クランストン         | 石井隆夫                        | 上田敏也                            |
| ラトナー                 | ニック・コッリ                   | 成田剣                          | 大塚芳忠                            |
| アーニー・ウェルズ       | マーカス・オーレリアス           | 星野充昭                        | 桜井敏治                            |
| リサ                     | ロビン・ラング                   |                                 | 土井美加                            |
| ブロス                   | スティーブン・カドロス           | 大黒和広                        | 中田和宏                            |
| ディーノ                 | ティム・アベル                   | 松本大                          | 秋元羊介                            |
| ブライヤー               | マシュー・ウォーカー             | 青山穣                          | 谷口節                              |
| ジャック・ヘインズ       | ラリー・ポインデクスター         | 金子由之                        | 土方優人                            |
| エイミー                 | アレクサンドラ・ボクユン・チュン |                                 | 堀越真己                            |
| その他                   |                                  | 安西ひろこ 服部幸子 翔香 堀川仁 | 田尻ひろゆき 中嶋一成 桜澤凛        |
| 日本語版制作スタッフ     |                                  |                                 |                                     |
| 演出                     |                                  | 蕨南勝之                        | 春日正伸                            |
| 翻訳                     |                                  | 武満眞樹                        | 松崎広幸                            |
| 調整・効果               |                                  |                                 | 栗林秀年                            |
| 担当                     |                                  |                                 | 山形淳二                            |
| 制作                     |                                  | ケイエスエス                    | ムービーテレビジョン                |
| 初回放送                 |                                  |                                 | 2000年3月4日 『ゴールデン洋画劇場』 |